# Henri III le Blanc
Pour les articles homonymes, voir Henri et Henri III.
Henri III le Blanc (en polonais Henryk III Biały), de la dynastie Piast, est né entre 1227 et 1230, et mort le 3 décembre 1266. Il est le fils d’Henri II le Pieux et d’Anne de Bohême, fille d’Ottokar Ier de Bohême. 
Il est duc de Breslau de 1248 à 1266.

## Duc de Breslau
Lorsque son père est tué à la bataille de Legnica en 1241, il est encore mineur et se retrouve sous la tutelle de sa mère. En 1242, à la suite de la mort inopinée de son frère Mieszko de Lubusz, il se pose en rival de son frère Boleslas II le Chauve en Basse-Silésie. 
Lorsqu’Henri III devient majeur en 1247, Boleslas le Chauve est contraint par la noblesse à partager le pouvoir avec lui. La collaboration ne durera pas longtemps. L’année suivante, les deux frères décident de scinder le duché en deux parties. Boleslas s’approprie la région de Głogów et de Legnica, laissant la région de Breslau à Henri. Celui-ci se révèle très vite être un duc très autoritaire, ne laissant à personne le soin de lui dicter sa volonté. L’accord de scission était accompagné d’une annexe par laquelle Henri et Boleslas avaient décidé d’une carrière ecclésiastique pour leurs jeunes frères. Ladislas, le protégé d’Henri, a accepté sans sourciller de rentrer dans les ordres. Par contre, Conrad, le protégé de Boleslas, est entré en conflit avec celui-ci car il revendiquait sa part de l’héritage. 
Le partage de 1248 ne satisfaisait pas Boleslas et les deux frères ont commencé à préparer une guerre qui devenait inévitable. Pour financer son armée, Boleslas a vendu une partie de la région de Lubusz à l’archevêché de Magdebourg. Pour répondre à son frère, Henri s’est allié avec le margrave de Meissen, lui promettant des terres pour le remercier de son aide en cas de guerre. La guerre n’a jamais eu lieu puisque le jeune Conrad, allié à la Grande-Pologne, s’est attaqué victorieusement à Boleslas.

## Politique étrangère
À partir de 1250, Henri III le Blanc, le duc le plus puissant de Basse-Silésie, devient très actif au niveau de la politique étrangère. Il noue maladroitement une alliance avec la Bohême qui aura de nombreuses conséquences négatives pour son duché. La guerre entre la Bohême et la Hongrie touche son territoire en 1253-1254 lorsque les ducs de Grande-Pologne, alliés des Hongrois, attaquent et dévastent le duché de Breslau. 

## Politique intérieure
Sur le plan intérieur, Henri III a gouverné d’une main de fer, bâillonnant l’aristocratie et s’opposant fermement aux demandes de privilèges de l’Église. Il a favorisé la venue de colons allemands en Basse-Silésie pour développer l’économie de son duché. Il a donné des droits urbains à de nombreuses localités. Il a été un duc bâtisseur, faisant construire plusieurs châteaux et édifices religieux. De nombreux artistes étaient invités à sa cour où l’allemand était la langue en usage.

## Révolte de la noblesse en 1266
Sa politique très impopulaire a provoqué la révolte des nobles et son assassinat en 1266, par empoisonnement. Il est inhumé dans l’église des Clarisses de Breslau qu’il a fondée.

## Unions et postérité
Henri III épouse en premières noces Judith de Mazovie fille de Conrad Ier de Mazovie et veuve de Mieszko II l'Obèse duc d'Opole dont:
- Hedwige née en 1252/1256 morte 14 décembre 1300) épouse en 1271/1272 Henri, sire de Pleisserlande en Thuringe (mort en 1282) puis en février 1283 de Otto comte d'Anhalt (mort en 1304/1305)
- Henri IV le Juste
- ? né 1262/1265 mort en 1267.